# Villers-aux-Tours
Villers-aux-Tours is een plaats en deelgemeente van de Belgische gemeente Anthisnes.
Villers-aux-Tours ligt in de provincie Luik en was tot 1 januari 1977 een zelfstandige gemeente.

## Geschiedenis
Tot de opheffing van het hertogdom Limburg hoorde Villers-aux-Tours tot de Limburgse hoogbank Sprimont. Net als de rest van het hertogdom werd Villers-aux-Tours bij de annexatie van de Zuidelijke Nederlanden door de Franse Republiek in 1795 opgenomen in het toen gevormde departement Ourthe.

## Demografische ontwikkeling
- Bronnen:NIS, Opm:1831 tot en met 1970=volkstellingen, 1976= inwoneraantal op 31 december